# Agnes Obel
Agnes Caroline Thaarup Obel (ur. 28 października 1980 w Kopenhadze) – duńska piosenkarka, pianistka i autorka piosenek.
Jej pierwszy album zatytułowany Philharmonics ukazał się 4 października 2010 roku pod egidą wytwórni PIAS Recordings. W lutym 2011 krążek zdobył status podwójnej platynowej płyty w Danii. Artystka obecnie mieszka w Berlinie.

## Życiorys

### Kariera
Urodziła się w Kopenhadze w rodzinie o muzycznych korzeniach i już w dzieciństwie uczyła się gry na fortepianie. W wieku siedmiu lat zaczęła śpiewać i grać na gitarze basowej w małym zespole, który występował na festiwalach i nagrał parę utworów w studiu muzycznym.
Dzięki pomocy duńskiego muzyka i producenta Eltona Theandera, Obel założyła w Kopenhadze zespół muzyczny o nazwie Sohio. Po kilku latach współpracy artystka postanowiła zadebiutować jako solowa artystka. Materiał na debiutancką płytę zatytułowaną Philharmonics, która ukazała się w październiku 2010 roku, Obel skomponowała, nagrała i wyprodukowała samodzielnie. Album zdobył przychylność europejskich krytyków.

### Życie prywatne
Mężem Agnes Obel jest fotograf i reżyser jej teledysków Alex Brüel Flagstad, z którym artystka żyje w Berlinie od 2006 roku.

## Muzyka i inspiracje
Inspiruje się w muzyce takimi artystami, jak m.in. Roy Orbison, Joni Mitchell, PJ Harvey, a także francuskimi kompozytorami, takimi jak m.in. Claude Debussy, Maurice Ravel czy Erik Satie.

### Inne
Jej utwory wielokrotnie były wykorzystywane w ścieżkach dźwiękowych seriali lub reklam telewizyjnych. Piosenka „Just So” została wykorzystana w reklamie T-Mobile w Niemczech, z kolei trzy kolejne piosenki były wykorzystane w filmie Submarino Thomasa Vinterberga. Utwór „Riverside” znalazł się na ścieżce dźwiękowej serialu Chirurdzy (odcinek 7x16), w serialu Revenge (s01e04), w serialu The Mist (s01e02), została wykorzystana do filmiku promującego norweskiej restauracji Maaemo, która została nagrodzona dwiema gwiazdkami Michelin oraz The Nordic Prize 2012, natomiast piosenka „Pass Them By” znalazła się w serialu Leftovers (odc 6 – „Guest”) w czasie końcowych napisów. Utwór „Familiar” pojawił się w serialu Dark (s01e03). Piosenka "Run cried the crawling" znalazła się w serialu HBO Euphoria (s01e01). Utwór „Fuel To Fire” pojawił się w serialu The Last of Us (s01e05).

## Dyskografia
Albumy
| Rok                            | Tytuł                                                                                      | Pozycja na liście | Pozycja na liście | Pozycja na liście | Pozycja na liście | Pozycja na liście | Pozycja na liście | Pozycja na liście | Pozycja na liście | Certyfikat                                                   |
| Rok                            | Tytuł                                                                                      | DNK               | FRA               | POL               | GER               | NOR               | NLD               | AUT               | UK                | Certyfikat                                                   |
| ------------------------------ | ------------------------------------------------------------------------------------------ | ----------------- | ----------------- | ----------------- | ----------------- | ----------------- | ----------------- | ----------------- | ----------------- | ------------------------------------------------------------ |
| 2010                           | Philharmonics - Data: 4 października 2010 - Wydawca: PIAS Recordings                       | 1                 | 8                 | –                 | –                 | –                 | 8                 | –                 | –                 | - DNK: 6x platynowa płyta                                    |
| 2013                           | Aventine - Data: 30 września 2013 - Wydawca: PIAS Recordings                               | 1                 | 2                 | 46                | 24                | 23                | 5                 | 31                | 63                | - DNK: złota płyta - FRA: platynowa płyta - BEL: złota płyta |
| 2016                           | Citizen of Glass - Data: 21 października 2016 - Wydawca: Play It Again Sam                 | 3                 | 6                 | 36                | 32                | –                 | 9                 | 54                | 30                | - FRA: złota płyta                                           |
| 2018                           | Late Night Tales: Agnes Obel (kompilacja) - Data: 25 maja 2018 - Wydawca: Late Night Tales |                   |                   |                   |                   |                   |                   |                   |                   |                                                              |
| 2020                           | Myopia - Data: 21 lutego 2020 - Wydawca: Strange Harvest Limited                           | 11                | 7                 | –                 | 9                 | –                 | 15                | –                 | 34                |                                                              |
| „–” pozycja nie była notowana. |                                                                                            |                   |                   |                   |                   |                   |                   |                   |                   |                                                              |

Minialbumy
| 2011                           | iTunes Live à Paris - Data: 11 kwietnia 2011 - Wydawca: PIAS Recordings          | 131 |
| 2013                           | iTunes Festival: London 2013 - Data: 25 września 2013 - Wydawca: PIAS Recordings | –   |
| „–” pozycja nie była notowana. |                                                                                  |     |

## Nagrody
- 2011 – European Border Breakers[19]